# Goar (Name)
Goar ist ein antiker, männlicher Vorname.

## Herkunft und Bedeutung
Der Name ist vermutlich gallischen Ursprungs und seine Bedeutung unbekannt.

## Varianten
- Deutsch:
  - 14. Jahrhundert: Gower, Gwer
  - 16. Jahrhundert: Gewer
  - 16.–17. Jahrhundert: Gewehr[2]

## Namenstag
6. Juli Goar, Missionar von Sankt Goar

## Bekannte Namensträger
- Goar (vor 390–um 450), ein Anführer der Alanen
- Goar (um 495–575), Heiliger
- Goar Ofir Mestre Espinoza, Begründer des kubanischen und südamerikanischen Fernsehens[3]